# Anh Đức, Thanh Viễn

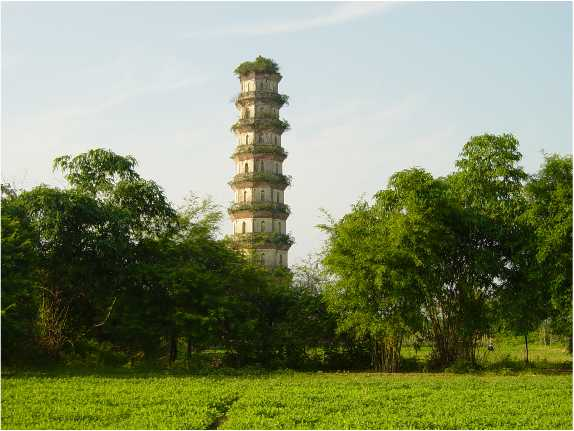
Tháp Văn Phong

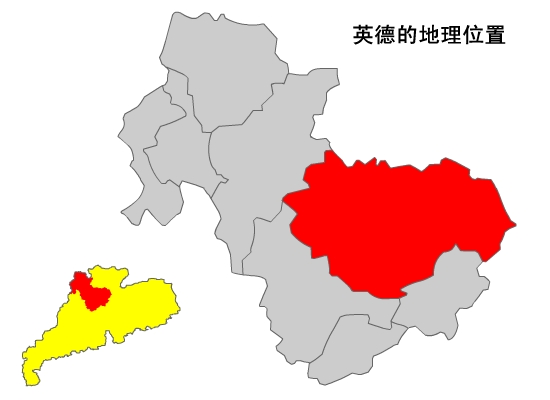
Vị trí tại Thanh Viễn

Anh Đức (英德), là thành phố thuộc khu vực Trung Bắc bộ tỉnh Quảng Đông, Trung Quốc, nằm trên tuyến đường sắt Kinh-Quảng. Đây là thành phố cấp phó địa có diện tích lớn nhất tỉnh Quảng Đông, dưới cấp hành chính của thành phố Thanh Viễn.

## Hành chính
Anh Đức hiện quản lý 1 nhai đạo, 23 trấn: 
- Nhai đạo: Anh Thành.
- Trấn: Sa Khẩu, Vọng Phụ, Hoành Thạch Thủy, Kiều Đầu, Thanh Đường, Bạch Sa, Đại Trạm, Tây Ngưu, Cửu Long, Hàm Quang, Đại Loan, Thạch Hôi Phô, Thạch Cổ Đường, Hạ Thái, Ba La, Hoành Thạch Đường, Đại Động, Liên Giang Khẩu, Lê Khê, Thủy Biên, Anh Hồng, Đông Hoa, Hoàng Hoa.